# Aspidiophorus tentaculatus
Aspidiophorus tentaculatus är en djurart som tillhör fylumet bukhårsdjur, och som beskrevs av Wilke 1954. Aspidiophorus tentaculatus ingår i släktet Aspidiophorus och familjen Chaetonotidae. Inga underarter finns listade i Catalogue of Life.